# ولادیمیر پوپوف (کشتی‌گیر)
ولادیمیر پوپوف (انگلیسی: Vladimir Popov؛ زادهٔ ۱ ژانویهٔ ۱۹۶۲) کشتی‌گیر اهل روسیه بود.